# Meadow, Texas
Meadow là một thị trấn thuộc quận Terry, tiểu bang Texas, Hoa Kỳ. Năm 2010, dân số của thị trấn này là 593 người.

## Dân số
- Dân số năm 2000: 658 người.
- Dân số năm 2010: 593 người.